# Pilot Pen Tennis 1999
Il Pilot Pen Tennis 1999 è stato un torneo di tennis giocato sul cemento. È stata la 31ª edizione del Pilot Pen Tennis, che fa parte della categoria Tier II nell'ambito dell'WTA Tour 1999. Il torneo si è giocato a New Haven negli USA, dal 23 al 29 agosto 1999.

## Campioni

### Singolare femminile
Venus Williams ha battuto in finale  Lindsay Davenport con il punteggio di 6–2, 7–5

### Doppio femminile
Lisa Raymond /  Rennae Stubbs hanno battuto in finale  Elena Lichovceva /  Jana Novotná con il punteggio di 7–6(1), 6–2